# Giovanni Cristoforo Romano
Giovanni Cristoforo (tudi Giancristoforo) Romano, italijanski kipar in medaljer, * 1456, Rim, † 1512.
Verjetno je bil njegov učitelj Andrea Bregno. Njegova prva znana dela so izpred 1482, ohranjena v vojvodski palači v Urbinu. Kasneje je delal kot medaljer na dvorih Ferrare in Mantove, kjer je bil varovanec kneginje Isabella d'Este.
Leta 1491 ga je Isabellin polbrat Ludovico Sforza najel za izdelavo grobnice Giana Galeazza Viscontija v samostanu Certosa di Pavia, zato se je preselil v Milano. Po padcu rodbine Sforza leta 1499 se je vrnil v Isabellino službo in izdelal zanjo nekaj medalj ter marmornat portal v pisarno v Vojvodski palači.
Kasneje je krajša obdobja deloval v Rimu (tja ga je povabil papež Julij II.), Neaplju, Cremoni in nato spet v Milanu ter Urbinu. Umrl je leta 1512.